# Bulevar Saint-Michel
El bulevar Saint-Michel (en francés: boulevard Saint-Michel), popularmente conocida como Boul'Mich' es un bulevar parisino que une el V Distrito de la ciudad con el VI. Arranca en el puente Saint-Michel y concluye en la avenida del Observatorio (avenue de l'Observatoire).

## Historia
El bulevar fue abierto por el Barón Haussmann dentro de su plan de transformación de la ciudad. Junto al bulevar de Sébastopol formaba el nuevo gran eje norte sur de la ciudad. De hecho, inicialmente se le denominó bulevar de Sébastopol rive gauche antes de cambiar su nombre por el actual en 1864.
Durante el Mayo del 68, su cercanía con la Sorbonne le convirtieron en un lugar habitual de enfrentamiento entre la policía y los estudiantes. 
En la actualidad, es la parte norte del bulevar la que muestra mayor actividad gracias a la presencia de numerosas librería y tiendas de ropa. Las famosas librerías Gibert Joseph y Gibert Jeune son unas de ellas.

## Lugares de interés
En el bulevar se encuentra el hôtel Cluny sede del Museo Nacional de la Edad Media, la fuente Saint-Michel y reputados centros educativos como el Lycée Saint-Louis y la Escuela nacional superior de Minas, además de la cercanía con la Ciudad Universitaria de la Sorbonne. El jardín del Luxemburgo es otro ilustre vecino del bulevar.

## Placas conmemorativas
A lo largo de la vía se pueden ver las siguientes placas conmemorativas:

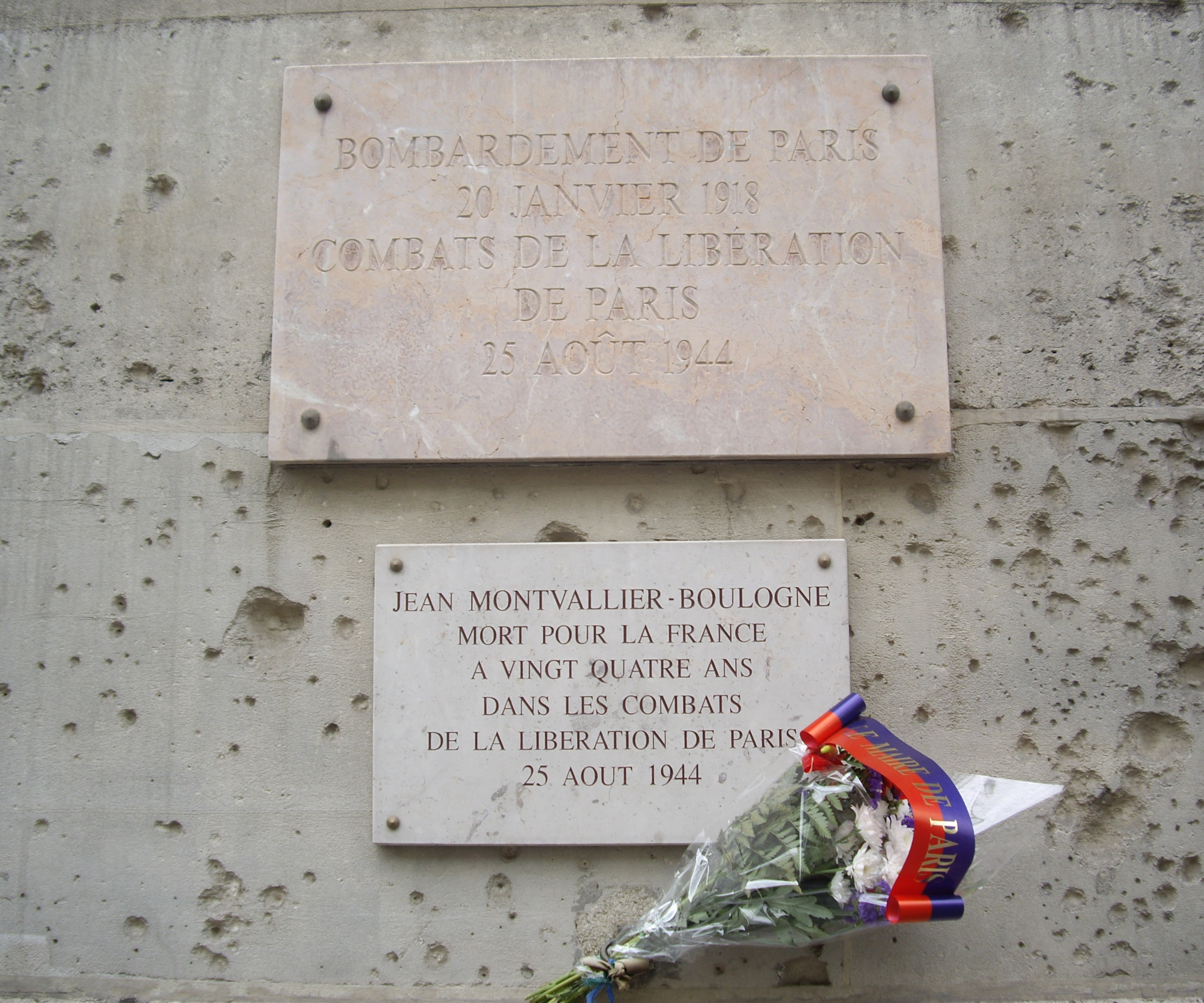
Dos placas sobre la fachada de la Escuela de Minas, en el n° 60, recuerdan el bombardeo sobre París de 1918 y la liberación de la ciudad tras la Segunda Guerra Mundial en 1945.
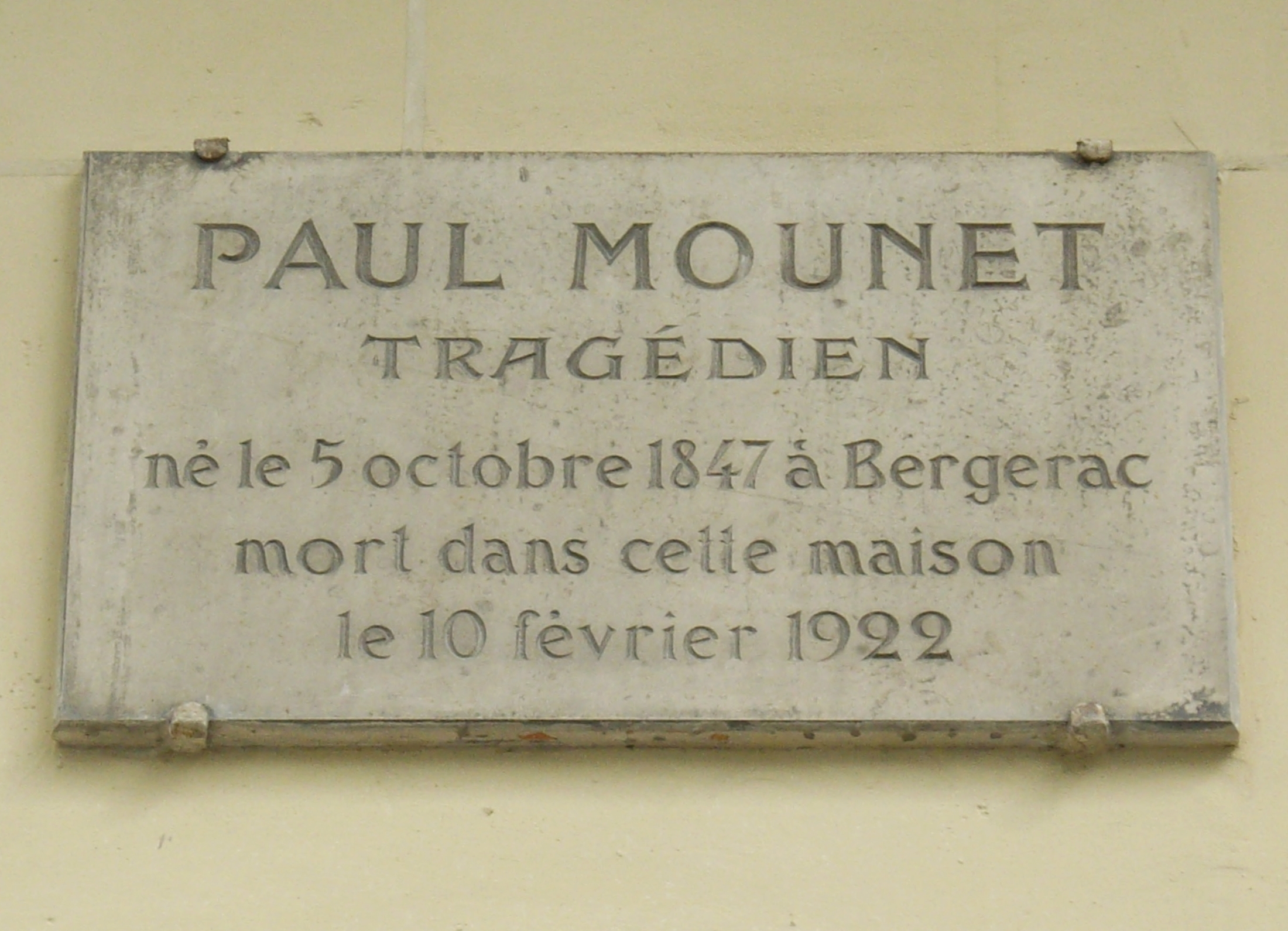
Una placa recuerda que Paul Mounet falleció en el n° 63 de la calle en 1922.
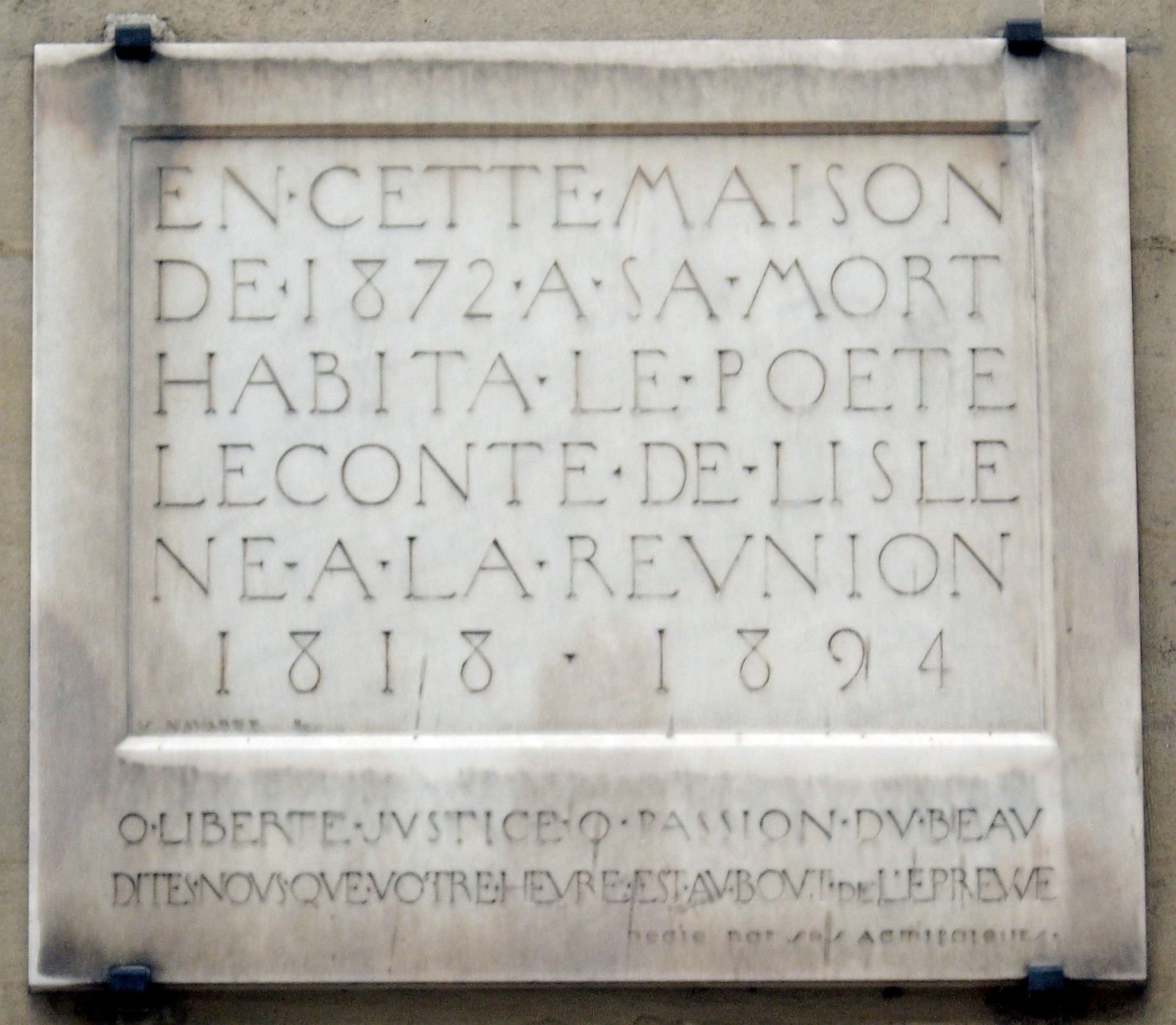
Una placa recuerda que Leconte de Lisle vivió en el n° 64 de la calle desde 1872 hasta su muerte en 1892.
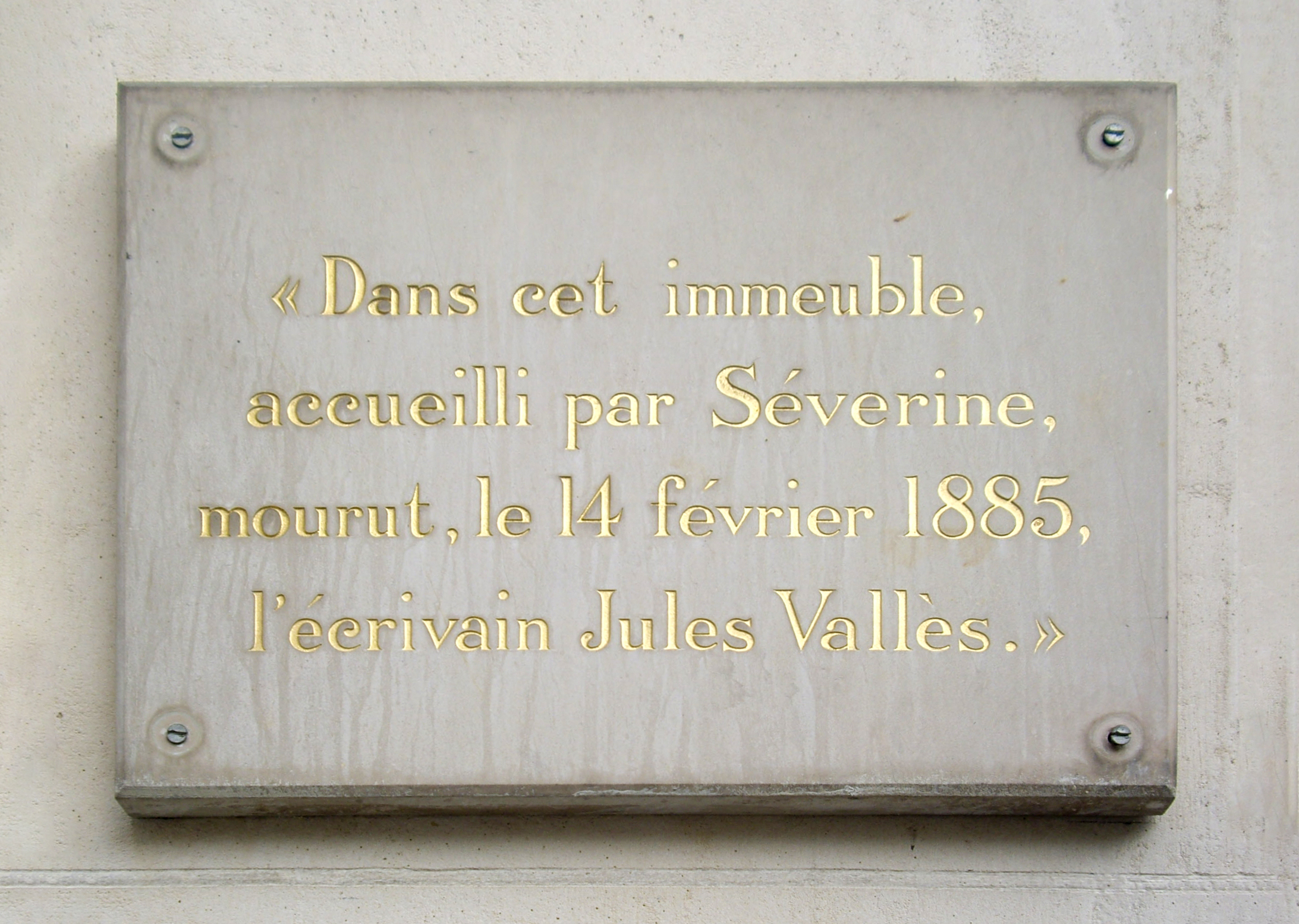
Una placa recuerda que Jules Vallès falleció en el n° 77 de la calle en 1885.
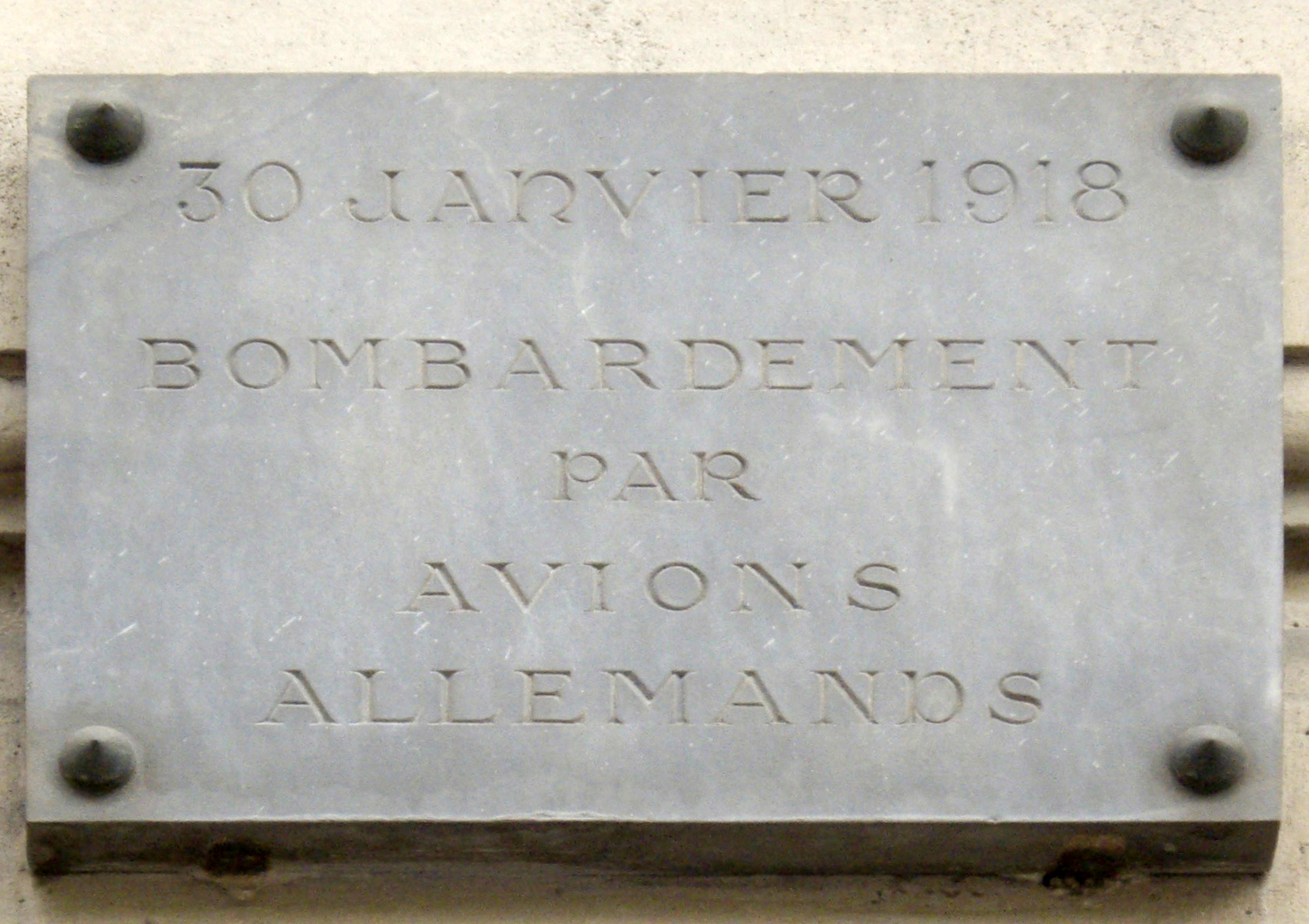
Otra placa, situada en el n° 81, recuerda también el bombardeo alemán de 1918.
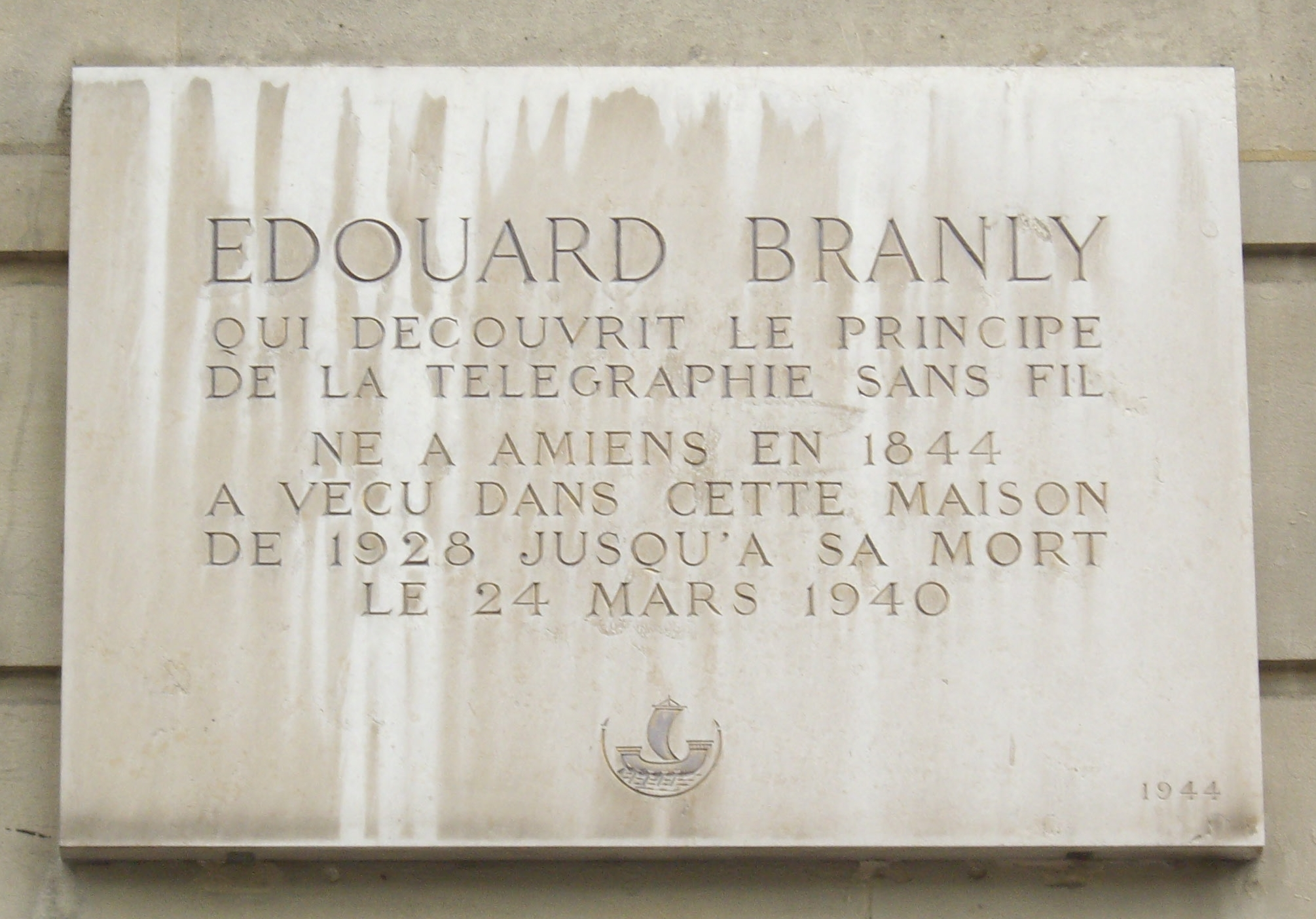
Una placa recuerda que Édouard Branly vivió en el n° 87 desde 1928 hasta su muerte en 1940.

## Música
El Bulevar Saint-Michel aparece en la canción de McNamara "Ultraceñidas".[cita requerida]